# Іштван Фекете
Іштван Фекете (угор. Fekete István; 25 січня 1900, с. Гелле — 23 червня 1970, Будапешт) — угорський дитячий письменник. Вітчизняному читачеві відомий як автор повісті «Тернова фортеця» (1957, премія ім. Йожефа Аттіли у 1960, російський переклад опублікований в 1973 р.) та оповідань про пригоди лисеняти Вука, за якими був знятий повнометражний мультфільм «Вук» (1981).
Автор дитячої повісті «Реп'яшок» (російський переклад 1975 р.). Дія повісті відбувається в степових просторах Угорщини, в її тихих провінційних містах і селах. Герої повісті — пастух Мате, підпасок Янчі, сварлива, але добра Маришка, «сердитий» доктор, артисти мандрівного цирку і ще багато-багато різних людей. Але головний герой повісті — веселе і розумне щеня Реп'яшок, на долю якого випали найбільш захоплюючі пригоди.
Автор повістей «Історія одного пугача» і «Келе».